# Eri Krippner
Eri Krippner ist eine deutsche Malerin und Schriftstellerin.

## Leben
Geboren in Nürnberg, studierte Eri Krippner Malerei und Grafik in Nürnberg, Germanistik und Kunstgeschichte MA in Düsseldorf.  Sie arbeitete zunächst in Werbeagenturen in München und Hamburg. 1972 wurde sie Kunstlehrerin am Mataré-Gymnasium in Meerbusch. Seit 1988 ist sie freischaffend. U. a. besitzen die Städte Düsseldorf und Meerbusch, das Museum Zoons und das Heinrich-Heine-Institut Gemälde von ihr. Krippner veröffentlichte neben ihrer
Arbeit als Malerin zahlreiche Bücher, einige mit eigenen Fotografien. Sie entwickelte verschiedene Spielobjekte, z. B. das Holzlegespiel Papillon von NAEF in der Schweiz realisiert, außerdem etliche MEMOS, z. B. zum Stadtjubiläum von Meerbusch im Jahr 2020 ein Legespiel mit Detailansichten von Sehenswürdigkeiten der Stadt.
Eri Krippner lebt in Meerbusch und hat zwei Kinder. Ihr langjähriger Lebenspartner war der Künstler Günter Haese.

## Ausstellungen (Auswahl)
- 1998 Heinrich Heine Institut, Düsseldorf (Drei Frauen)
- In den 1990er Jahren mehrmalige Beteiligung an der Grosse Düsseldorfer sowie Kunst aus Neuss
- 2002 und 2003 Beteiligung an der Grosse Düsseldorfer
- 2004 Einzelausstellung in der Teloy-Mühle (Stadt Meerbusch)[6]

## Veröffentlichungen (Auswahl)
- Mit Jürgen de Waal u. a.: Meerbusch. Stadt am Niederrhein. Düsseldorf 1980
- Mit Günter Haese: Schwarzdrosselantennenlied. Pappbilderbuch. Neuss 1986
- Hoch im Blau. Gedichte und Fotografik. Sassafras-Verlag 1990
- Günter Haese. Kinetik ohne Steckdose. Persönliche Betrachtungen von Eri Krippner. München, Berlin, London, New York 2005
- Meerbusch im Plauderton – Geschichten und Anekdoten. Gudensberg 2012
- Will Brüll: Leben im Gesamtkunstwerk. Düsseldorf 2014
- Vergangene Sommer: Prosa & Lyrik. Gelsenkirchen 2016
- Adam hin – Eva her: Prosa & Lyrik II. Gelsenkirchen 2017
- Zweite Schritte: Prosa & Lyrik III. Bonn 2020
- Gedichte – Poèmes: Freude Paradiesvogel – Joie Oiseau de Paradis. Bonn 2021
- Ein wenig Klang, ein wenig Wohllaut und Gesang: Anthologie. Bonn 2022